# Pseudochromis marshallensis
Pseudochromis marshallensis är en fiskart som beskrevs av Schultz, 1953. Pseudochromis marshallensis ingår i släktet Pseudochromis och familjen Pseudochromidae. Inga underarter finns listade i Catalogue of Life.